# Szefostwo Mobilizacji i Uzupełnień
Szefostwo Mobilizacji i Uzupełnień Wojska Polskiego – jedna z trzech „głównych instytucji resortu obrony” Polskiego Komitetu Wyzwolenia Narodowego.

## Szefostwo Mobilizacji i Formowania WP
8 sierpnia 1944 w Lublinie Naczelny Dowódca WP wydał rozkaz nr 3 „o organizacji i zakresie działalności głównych instytucji resortu obrony”, którym mianował gen. bryg. Bronisława Półturzyckiego szefem Mobilizacji i Formowania WP oraz nakazał mu przejąć personel Wydziału Ogólnoorganizacyjnego rozwiązanego Głównego Sztabu Formowania i zorganizować Szefostwo Mobilizacji i Formowania WP dla „organizowania formacji poszczególnych rodzajów broni WP oraz dysponowania stanem osobowym (...)”, a także zabronił „poszczególnym jednostkom lub formacjom zwracać się bezpośrednio do władz centralnych Armii Czerwonej w sprawach uzupełniania stanu osobowego”.
Struktura organizacyjna Szefostwo Mobilizacji i Formowania WP
- Sztab
- Departament Mobilizacji
- Departament Formowania
- Wydział Personalny[1]
- Wydział Inspektorów

W skład Departamentu Mobilizacji wchodziły następujące komórki organizacyjne:
- Oddział Organizacyjny
  - wydział organizacyjno-etatowy
  - wydział statystyczny
  - wydział dyslokacji wojsk
- oddział mobilizacyjny
  - wydział mobilizacyjny
  - wydział ewidencji koni i środków transportu
  - wydział urzędów i władz terenowych
  - wydział reklamacji
- oddział uzupełnień
  - wydział uzupełnień
  - wydział kompletowania szkół i kursów wojskowych
  - wydział służby wewnętrznej

W skład Departamentu Formowania wchodziły następujące komórki organizacyjne:
- Oddział Formowania
  - wydział planowania
  - wydział formowania jednostek piechoty i kawalerii
  - wydział formowania jednostek specjalnych (rodzajów wojsk i służb)
- Oddział Jednostek Zapasowych
  - wydział organizacji i planowania
  - wydział ewidencji
  - wydział zaopatrzenia materiałowego
- Oddział Wyszkolenia Bojowego
  - wydział programów szkolenia
  - wydział szkolenia ogólnowojskowego
  - wydział szkolenia artylerii
  - wydział szkolenia wojsk pancernych i zmechanizowanych
  - wydział szkolenia wojsk specjalnych
  - wydział wychowania fizycznego
  - wydział pomocy naukowych

W skład Oddziału Personalnego wchodziły następujące komórki organizacyjne:
- wydział piechoty i kawalerii
- wydział artylerii
- wydział wojsk pancernych i zmechanizowanych
- wydział szkół wojskowych
- wydział wojsk specjalnych
- wydział służb zaopatrzenia
- wydział odznaczeń, nagród i awansów
- wydział ewidencji oficerów rezerwy
- wydział ewidencji strat i zaopatrzenia inwalidzkiego
- wydział statystyczny

Później zorganizowany został Oddział Administracyjno-Gospodarczy, w składzie:
- wydział żywnościowy
- wydział mundurowy
- wydział kwaterunkowy
- wydział finansów

Instytucje podległe:
- Centrum Wyszkolenia Oficerów ( przeformowane Centrum Wyszkolenia Armii)
- szkoły i kursy
- rejonowe komendy uzupełnień (RKU)
- komendy garnizonów
- jednostki zapasowe i szkolne oraz gospodarcze i kolejowe
- bataliony pracy
- punkty przesyłkowe

## Szefostwo Mobilizacji i Uzupełnień WP
9 października 1944 rozkazem Nr 46 Naczelnego Dowódcy WP nakazał przeformować Szefostwo Mobilizacji i Formowania WP w Szefostwo Mobilizacji i Uzupełnień WP według etatu nr OSG/2 oraz mianował gen. bryg. Antoniego Siwickiego, szefem Mobilizacji i Uzupełnień.
Zadania w zakresie formowania jednostek, oddziałów, zakładów, szkół i instytucji przeszły w kompetencje Sztabu Głównego WP, dowództw rodzajów wojsk oraz Głównego Kwatermistrzostwa WP. W kompetencji szefa mobilizacji i uzupełnień pozostały jedynie uprawnienia w zakresie formowania jednostek zapasowych, szkolnych oraz urzędów i władz terenowych: rejonowych komend uzupełnień, okręgów wojskowych, komend garnizonów i punktów przesyłkowych. Szefostwo zajmowało się tylko stanem osobowym podoficerów i szeregowców. Administrowanie korpusem oficerskim przeszło do kompetencji oddziału personalnego WP.
Stan osobowy oddziału organizacyjnego, szkolenia bojowego, inspektoratu i oddziału personalnego byłego Szefostwa Mobilizacji i Formowania WP wykorzystano do uzupełnienia Sztabu Głównego WP, Centrum Wyszkolenia Oficerów oraz do formowania oddziału personalnego.
Do 15 marca 1945 r. Szefostwo stacjonowało w Lublinie, a następnie na podstawie rozkazu nr 30 Naczelnego Dowództwa WP zostało przeniesione do Warszawy, do gmachu byłego Instytutu Artylerii na Mokotowie.
Struktura organizacyjna Szefostwa Mobilizacji i Uzupełnień WP
- Kierownictwo
- Sztab

Oddział mobilizacyjny:
- wydział mobilizacyjny
- wydział ewidencji koni i środków transportu
- wydział urzędów i władz terenowych
- wydział reklamacji

Oddział formowania:
- wydział formowania
- wydział ewidencji
- wydział inspekcji

Oddział uzupełnień:
- wydział uzupełnień szkół wojskowych
- wydział kontroli służby
- wydział jednostek zapasowych

Oddział łączności specjalnej
Oddział administracyjno-gospodarczy:
- wydział żywnościowy
- wydział finansowy
- ochrona
- pluton transportowy
- kasyno

## Rozformowanie
W kwietniu 1945 na podstawie rozkazu Naczelnego Dowództwa WP nr 99/Org. z 18 kwietnia 1945 r. Szefostwo Mobilizacji i Uzupełnień weszło w skład nowo utworzonego Ministerstwa Obrony Narodowej, a następnie rozkazem Naczelnego Dowództwa WP nr 140/Org zostało rozformowane, a stan osobowy wcielony do Departamentu Poboru i Uzupełnień MON.